# 떠이호군
떠이호군(Quận Tây Hồ / 郡西湖)은 베트남 하노이의 행정 구역이다. 1995년 10월 28일 정부령에 의해 설립되었다. 이 군은 베트남에서 가장 큰 자연 호수 중 하나인 떠이호를 감싸고 있다.
시내 중심가와 근접한 접근성과 떠이호의 풍광으로 인해, 떠이호는 고품격 주거지가 되었으며, 하노이에 가장 많은 인구가 거주하는 곳이 되었다.

## 지리
떠이호군은 롱비엔군과 동쪽으로 접경한다. 서쪽으로는 박뜨리엠군, 남쪽으로는 바딘군, 북쪽으로는 동안현과 각각 접경하고 있다.

## 행정구역

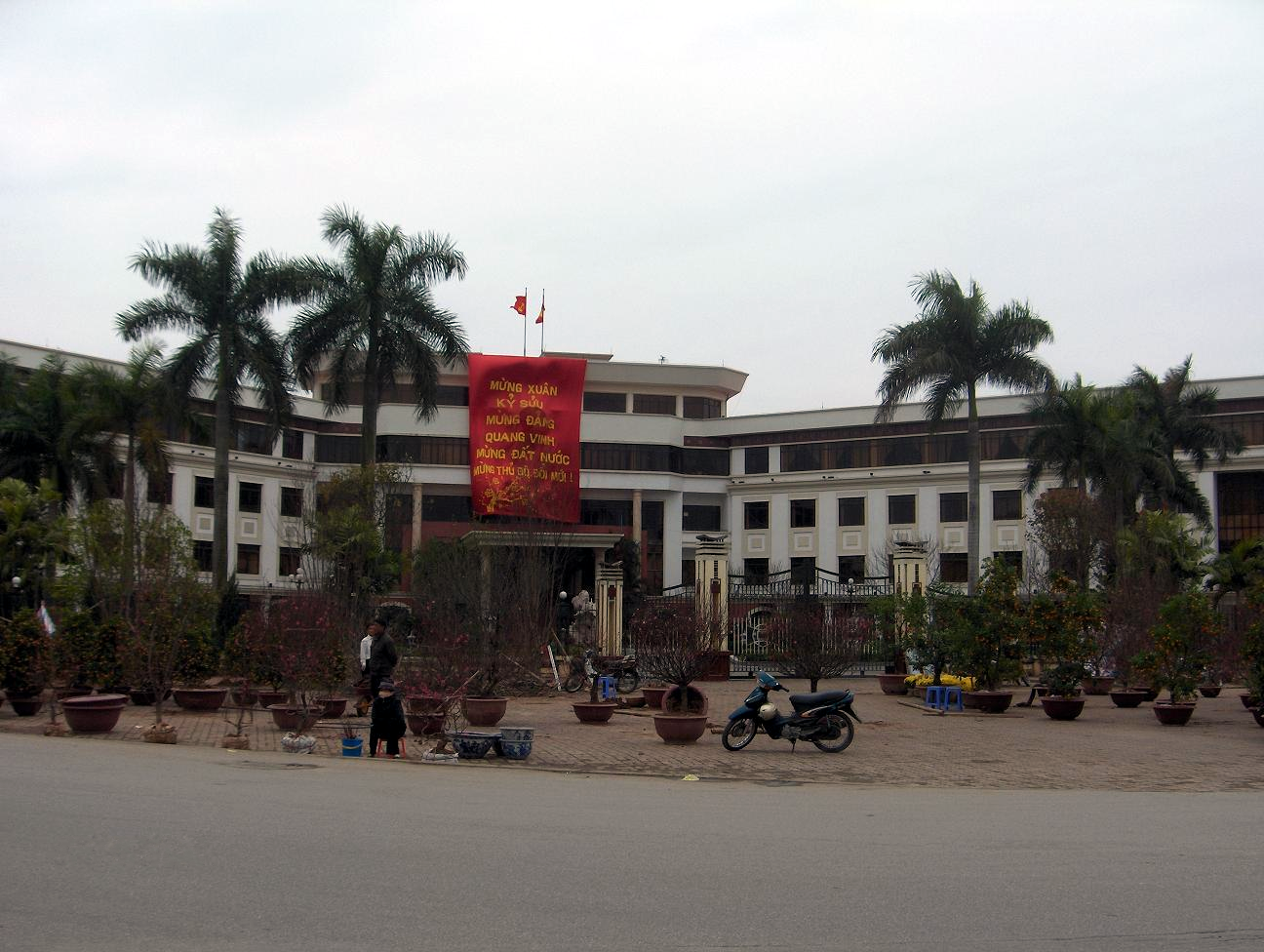
떠이호

떠이호군은 8개의 프엉(坊)을 관할하고 있다.
- 부오이 (Bưởi / 𣘓)
- 투이쿠에 (Thụy Khuê /瑞圭)
- 옌푸 (Yên Phụ / 安阜)
- 뚜리엔 (Tứ Liên /慈蓮)
- 냣떤 (Nhật Tân / 日新)
- 꽝안 (Quảng An / 廣安)
- 쑤언라 (Xuân La / 春羅)
- 푸트엉 (Phú Thượng / 富上)

## 교육
- 하노이 UN 국제학교